# Adolf Manns
Adolf Hermann Manns (* 11. Februar 1903 in Bückeburg; † 13. Februar 1985 in Quakenbrück) war ein deutscher Journalist und Politiker (NSDAP).

## Leben
Adolf Manns besuchte bis 1919 das Gymnasium Adolfinum Bückeburg. Zum 26. Januar 1926 trat er der NSDAP bei (Mitgliedsnummer 37.037), betätigte sich als Gauredner und als Redakteur für die Parteizeitung Die Schaumburg.
Gegen Ende des Jahres 1931 rückte Manns für den ausgeschiedenen Abgeordneten Wilhelm Meyer in den Landtag des Freistaates Schaumburg-Lippe nach, dem er bis zu dessen Auflösung 1933 angehörte. Während dieser Zeit betrieb er als Redakteur der Parteizeitung eine Hetzkampagne gegen den Landtagsabgeordneten und Bückeburger Bürgermeister Karl Wiehe.
Manns arbeitete von Juli 1933 bis März 1937 als Redakteur bei der Schaumburg-Lippischen Landeszeitung, zuletzt in der Position des Chefredakteurs. Im Anschluss zog er nach Bielefeld und von dort im August 1940 nach Danzig.
Nach dem Zweiten Weltkrieg wohnte Manns in Quakenbrück und arbeitete als Redakteur beim Bersenbrücker Tageblatt. Des Weiteren schrieb er Artikel für die Parteizeitung Die Information – Blätter für den politisch und wirtschaftlich Interessierten der Sozialistischen Reichspartei.